# Vyžice
Vyžice (deutsch Wischitz) ist eine Gemeinde in Tschechien. Sie liegt fünf Kilometer südwestlich von Heřmanův Městec und gehört zum Okres Chrudim.

## Geographie

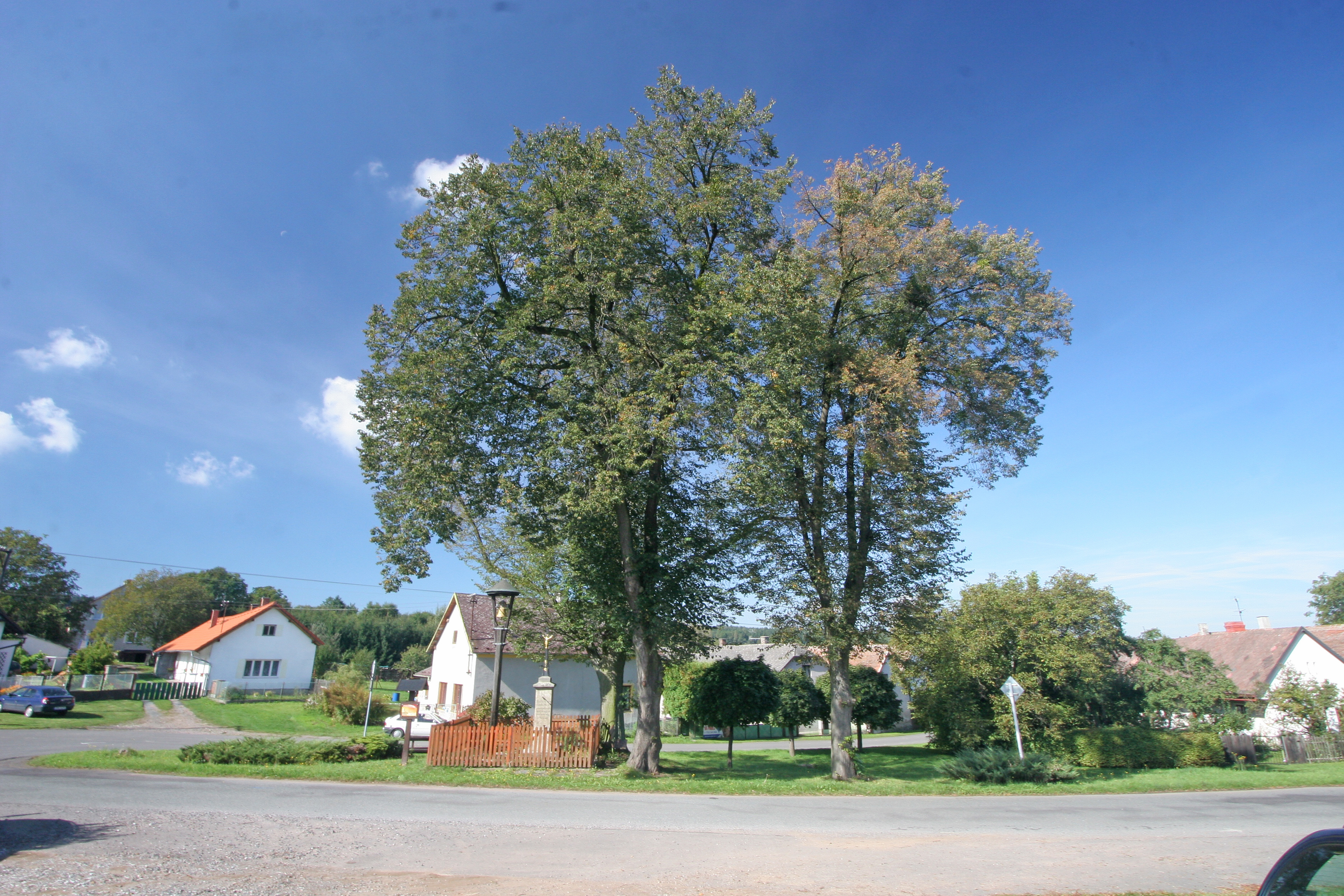
Dorfplatz von Vyžice

Das von ausgedehnten Wäldern umgebene Dorf Vyžice befindet sich rechtsseitig des Baches Jeníkovický potok im Eisengebirge (Železné hory). Am südöstlichen Ortsrand entspringt die Konopka. Im Südwesten erhebt sich der Honzíkův vrch (508 m n.m.).
Nachbarorte sind Stojice, Vlastějov und Načešice im Norden, Vlastějov II und Konopáč im Nordosten, Kostelec u Heřmanova Městce im Osten, Tasovice im Südosten, Na Obíckách, Prachovice und Sušice im Süden, Míčov, Pazderna, Zbyslavec und Jetonice im Südwesten, Slavkovice und Březinka im Westen sowie Hošťalovice, Licomělice und Habřiny im Nordwesten.

## Geschichte
Vyžice wurde in einem Waldgebiet als Rundangerdorf angelegt. Die erste urkundliche Erwähnung von Vyžice und Slavkovice erfolgte 1229 in einer Besitzbestätigungsurkunde König Wenzels I. für das Kloster Opatowitz. Ab 1382 gehörten beide Dörfer zu den Besitzungen der Ritter von Mrdice. Zu dieser Zeit wurde der Ortsname Vydžice bzw. Vidlice verwendet. Im 15. Jahrhundert gehörte Vyžice zu den Gütern der Lichtenburg. Aus einem Kaufbuch von 1448 geht hervor, dass Vydžice zu dieser Zeit dem Richter in Heřmanův Městec unterstand. Im 16. Jahrhundert waren die Herren Trčka von Lípa Grundherren von Vyžice. 1577 wurde Vyžice dem Gut Stolany zugeordnet. Zu Vyžice zu gehörte damals noch das im Wald zwischen Vyžice, Slavkovice und Sušice gelegene Dörfchen Hody.
1608 verkaufte Kaiser Rudolf II. das Gut Stolany an Ladislaus Berka von Dubá, der es mit dem Gut Heřmanùv Městec vereinte. Vyžice bestand zu Beginn des 17. Jahrhunderts aus neun Bauerngütern. Während des Dreißigjährigen Krieges erlebte Vyžice einen Niedergang; die Dörfer Hody und Slavkovice wurden vollständig entvölkert. Nach dem Tod des kinderlosen Johann Dietrich Berka von Dubá fiel die Herrschaft Heřmanùv Městec mit dem Gut Stolany 1636 dessen Schwester Anna Maria Josephine von Khysl zu. Sie setzte in der Herrschaft mit harter Hand die Rekatholisierung durch, das Dorf Hody erlosch. 1661 verkaufte sie die Herrschaft an Johann von Sporck. 1789 standen in Vyžice 18 Häuser. Nach dem Tod des Johann Wenzel von Sporck wurde die Herrschaft 1798 an Philipp Anton von Greiffenclau verkauft, ab 1828 gehörte sie den Fürsten Kinsky.
Im Jahre 1835 bestand das im Chrudimer Kreis gelegene Dorf Wischitz aus 23 Häusern, in denen 161 Personen lebten. Pfarrort war Heřmanmiestetz. Bis zur Mitte des 19. Jahrhunderts blieb Wischitz der Allodialherrschaft Heřmanmiestetz untertänig.
Nach der Aufhebung der Patrimonialherrschaften bildete Výžice/Wischitz ab 1849 mit den Ortsteilen Slavkovice und Sušice eine Gemeinde im Gerichtsbezirk Chrudim. Ab 1868 gehörte die Gemeinde zum politischen Bezirk Chrudim. Südlich von Výžice entstand in dieser Zeit die Siedlung Na Obíckách. 1890 hatte das Dorf Výžice 240 Einwohner und bestand aus 37 Häusern; im Jahre 1910 lebten in den 48 Häusern 295 Personen. Slavkovice und Sušice lösten sich 1908 los und bildeten die neue Gemeinde Sušice. Seit 1924 führt die Gemeinde den amtlichen Namen Vyžice.
Als Landeplatz der im Dezember 1941 gestarteten Fallschirm-Operation Silver A gegen die NS-Besatzung war ein Gebiet bei Vyžice vorgesehen; wegen ungenauer Navigation landeten die Fallschirmspringer jedoch in 40 Kilometer Entfernung bei Senice.
Slavkovice wurde 1961 im Zuge der Aufhebung der Gemeinde Sušice wieder Vyžice als Ortsteil zugeordnet. Mit Beginn des Jahres 1976 wurden Vyžice und Slavkovice nach Načešice eingemeindet. Seit dem 31. August 1990 besteht die Gemeinde wieder.

## Gemeindegliederung
Die Gemeinde Vyžice besteht aus den Ortsteilen Slavkovice (Slaukowitz) und Vyžice (Wischitz) sowie der Siedlung Na Obíckách. Grundsiedlungseinheiten sind Na Obíckách, Slavkovice und Vyžice.

## Sehenswürdigkeiten
- Gusseisernes Kreuz auf Steinsockel auf dem Dorfplatz von Vyžice, geschaffen 1859. Daneben befindet sich ein hölzerner Glockenbaum.
- Gusseisernes Kreuz auf Steinsockel auf dem Dorfplatz von Slavkovice, geschaffen 1898. In der Astgabel einer der umgebenden Linden hängt die Dorfglocke.
- Burgstall Stoupec, westlich von Slavkovice